# Teofilacto Simocates
Teofilacto Simocates (griego: Θεοφύλακτος Σιμοκάτ(τ)ης Theophylaktos Simokat(t)es) fue un historiador bizantino de principios del siglo VII, posiblemente el último historiador de la Antigüedad tardía, el cual escribió en tiempos de Heraclio (c. 630) acerca del tardío emperador Mauricio (582-602).

## Biografía

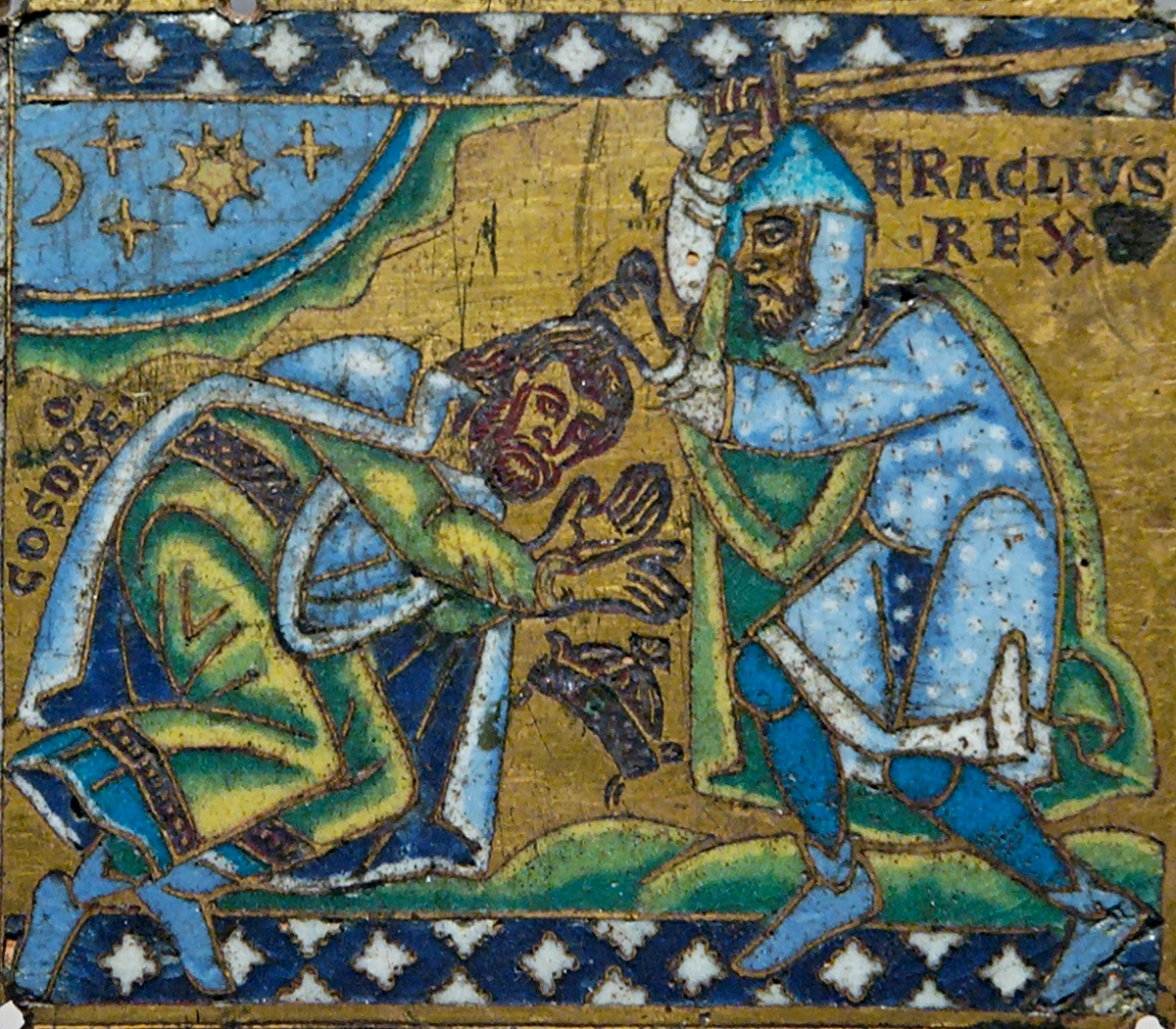
El emperador bizantino Heraclio recibiendo la sumisión del rey sasánida Cosroes II - en tiempos de Simocates (placa de una cruz. Esmalte champlevé sobre cobre dorado, 1160-1170, Meuse Valley). Ubicada en el Louvre.

Simocates es más conocido como el autor de una historia en ocho libros del reinado del emperador Mauricio (582-602), de cuyo período es la mejor y más antigua autoridad. Sin embargo, su trabajo es de menor estatura que la de Procopio y su consciente estilo clasicista es pomposo, pero es una importante fuente de información acerca de los eslavos del siglo VII, los ávaros y los persas, y del trágico final del emperador. Menciona la guerra de Heraclio contra los persas (610-28), pero no aquella contra los árabes (comienzo 634), por lo que es probable que escribiera alrededor de 630. Entre sus fuentes utilizó la historia de Juan de Epifanía.
Edward Gibbon escribió:

Su ausencia de juicio le hace ser difuso en nimiedades y conciso en los hechos más interesantes.

A pesar de ello, se admite la fiabilidad general de Simocates. La historia contiene una introducción en forma de un diálogo entre historia y filosofía.
Nicolás Copérnico tradujo versos griegos de Teofilacto en prosa latina. Dicha traducción, dedicada a su tío Lucas Watzenrode, fue publicada en Cracovia en 1509 por Johann Haller. Fue el único libro que Copérnico publicó por su propia cuenta.
Simocates fue también el autor de Quaestiones physicae, una obra sobre historia natural, y de una colección de 85 ensayos en forma epistolar.